# Zorochros crux
Zorochros crux là một loài bọ cánh cứng trong họ Elateridae. Loài này được Küster miêu tả khoa học năm 1849.